# Malvasia delle Lipari
Il Malvasia delle Lipari è un vino DOC la cui produzione è consentita nell'arcipelago siciliano delle isole Eolie, nella città metropolitana di Messina.

## Vitigni con cui è consentito produrlo

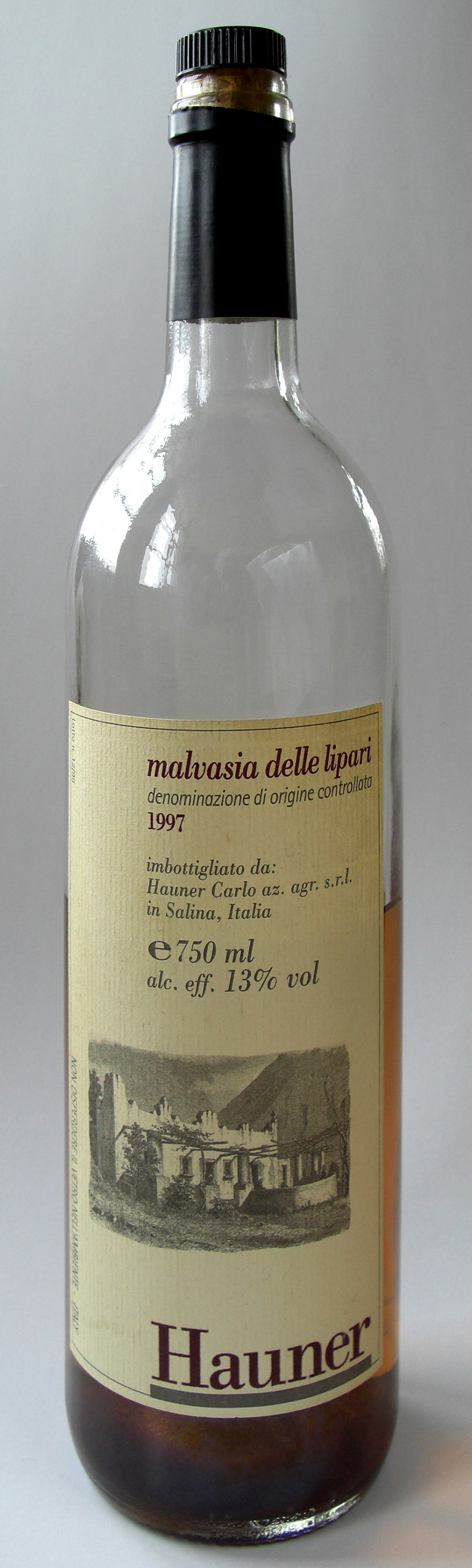
Malvasia delle Lipari

- Malvasia di Lipari massimo 95%
- Corinto nero dal 5 all'8%.[1]

## Caratteristiche organolettiche
- colore: giallo dorato o ambrato;
- odore: aromatico, caratteristico;
- sapore: dolce, aromatico, armonico;

## Abbinamenti consigliati
Formaggi erborinati,
paté di fegato d'oca.
Si accompagna bene anche con gelati e dessert al cioccolato.
Ottimo con piparelli, pasta reale e rametti.

## Produzione
Provincia, stagione, volume in ettolitri
- Messina  (1990/91)  301,07
- Messina  (1991/92)  392,14
- Messina  (1992/93)  443,38
- Messina  (1993/94)  216,51
- Messina  (1994/95)  198,08
- Messina  (1995/96)  323,0

Il Malvasia delle Lipari è prodotto anche nelle varianti:
- Malvasia delle Lipari passito
- Malvasia delle Lipari liquoroso denominato anche Malvasia delle Lipari dolce naturale